# Ons-en-Bray
Ons-en-Bray je francouzská obec v departementu Oise v regionu Hauts-de-France. V roce 2011 zde žilo 1 312 obyvatel.
Obec má rozlohu 13,95 km2. Nejvyšší bod je položen 233 m n. m. a nejnižší bod 77 m n. m.

## Vývoj počtu obyvatel
Počet obyvatel 